# عادل الغامدي
عادل صالح الغامدي رجل أعمال سعودي ولد في المملكة العربية السعودية، والرئيس التنفيذي السابق للسوق المالية السعودية (تداول). الرئيس السابق لاتحاد البورصات العربية. في عام 2015، تم تعيين الغامدي في منصب الرئيس التنفيذي العام في منطقة الشرق الأوسط وشمال أفريقيا في حفل توزيع جوائز المستثمر العالمي بالشرق الأوسط.

## الخلفية
بدأ الغامدي مسيرته المهنية في قطاع الخدمات المالية حيث شغل عدة مناصب رئيسية في بنك الرياض في أوروبا وبنك الرياض في لندن. كما عمل في مجلس إدارة شركة تداول العقارية ورئيس مجلس إدارة اتحاد البورصات العربية. وعادل الغامدي عضو في جمعية المحللين الماليين المعتمدين (CFA Society) في المملكة المتحدة وله خبرة تزيد عن 18 عامًا في الخدمات المالية. وهو حاصل أيضًا على شهادة إدارة الاستثمار من معهد إدارة وبحوث الاستثمار في المملكة المتحدة (تُسمى الآن جمعية CFA في المملكة المتحدة).
شغل الغامدي منصب مُدير الشعبة قسم تمويل الشركات وإصدارها في هيئة سوق المال، حيث شغل عددًا من المناصب العليا بما في ذلك مدير إدارة الإفصاح المستمر لصناديق الاستثمار، ومدير قسم الأدوات المالية. كما عمل في لجنة الإدارة. وكان أيضًا مديرًا مشاركًا الاستشارات المصرفية الاستثمارية العالمية في HSBC فرع المملكة العربية السعودية، حيث جاء من بنك الرياض أوروبا.
من أبريل 2016 إلى أبريل 2017، كان الغامدي رئيسًا تنفيذيًا في مجموعة عبد اللطيف العيسى القابضة. وتعد مجموعة العيسى واحدة من أكبر المجموعات الاستثمارية في المملكة العربية السعودية وتتمتع بأصول أساسية مهمة في صناعة السيارات (التداول، التوزيع، وتأجير) التأجير التمويلي، وقطاعات العقارات (التجارة والتنمية)، بالإضافة إلى مجموعة متنوعة من الاستثمارات في الشركات المملوكة للقطاع الخاص والمدرجة في البورصة العامة.